# كارستن يوهانسن
كارستن يوهانسن (بالدنماركية: Karsten Johansen)‏ هو لاعب كرة قدم دنماركي في مركز الهجوم، ولد في 11 أبريل 1981 في الدنمارك في مملكة الدنمارك. لعب مع نادي بروندبي ونادي راندرس ونادي نايستفيد.